# Ea Siên
Ea Siên là một xã thuộc thị xã Buôn Hồ, tỉnh Đắk Lắk, Việt Nam.

## Địa lý
Xã Ea Siên nằm ở phía đông nam thị xã Buôn Hồ, có vị trí địa lý:
- Phía đông và phía nam giáp huyện Krông Pắc
- Phía tây giáp các phường Bình Tân, Thiện An, Thống Nhất và xã Bình Thuận
- Phía bắc giáp xã Ea Drông.

Xã Ea Siên có diện tích 52,47 km², dân số năm 2022 là 8.060 người, mật độ dân số đạt 153 người/km².

## Lịch sử
Trước đây, Ea Siên là một xã thuộc huyện Krông Búk.
Ngày 26 tháng 5 năm 1992, Ban Tổ chức Chính phủ ban hành Quyết định số 313-TCCP về việc thành lập xã Ea Siên thuộc huyện Krông Búk trên cơ sở điều chỉnh 1.700 ha diện tích tự nhiên và 1.000 người của xã Ea Drông; 950 ha diện tích tự nhiên và 500 người của xã Bình Thuận; 650 ha diện tích tự nhiên và 1.250 người của xã Thống Nhất và 100 ha diện tích tự nhiên của xã Ea Blang.
Xã Ea Siên có 3.400 ha diện tích tự nhiên với 2.750 nhân khẩu; gồm Hợp tác xã Buôn Lung và cụm dân cư kinh tế mới.
Ngày 23 tháng 12 năm 2008, Chính phủ ban hành Nghị định 07/NĐ-CP. Theo đó, chuyển xã Ea Siên về thị xã Buôn Hồ mới thành lập, đồng thời điều chỉnh 94 ha diện tích tự nhiên và 1.847 người của xã Ea Siên để thành lập phường Thống Nhất.
Ngày 28 tháng 9 năm 2024, Ủy ban Thường vụ Quốc hội ban hành Nghị quyết số 1193/NQ-UBTVQH15 về việc sắp xếp đơn vị hành chính cấp xã của tỉnh Đắk Lắk giai đoạn 2023 – 2025 (nghị quyết có hiệu lực từ ngày 1 tháng 11 năm 2024). Theo đó, điều chỉnh 19,70 km² diện tích tự nhiên và quy mô dân số là 7.720 người của xã Ea Blang vào xã Ea Siên.
Xã Ea Siên có 52,47 km² diện tích tự nhiên và quy mô dân số là 8.060 người.